# Damtidning
Damtidning eller kvinnotidning är namn på en tidning som främst vänder sig till en kvinnlig målgrupp. Damtidning syftar främst på ett livsstilsmagasin eller veckotidning inom populärpressen, medan kvinnotidning oftare har mer feministisk inriktning och koppling till ett medvetandegörande om kvinnors rättigheter. En tjejtidning är en tidning med i första hand tonårsflickor som målgrupp. Ibland används kvinnotidning som en samlingsbenämning för både tjej- och damtidningar.

## Historik
Kvinnor för en specifik kvinnlig målgrupp har funnits sedan utvecklandet av den feministiska rörelsen på 1700-talet, en tid då allt fler kvinnor blev läskunniga och medvetna om sina intressen som samhällgrupp. Den tidiga kvinnoinriktade pressen fungerade som samlingspunkt för diskussion och informationsspridning som främst berörde kvinnor. Vid denna tid framträdde tidiga kvinnorättsförespråkare som Mary Wollstonecraft och Hedvig Charlotta Nordenflycht. Månadstidningen Lady's Magazine (1770–1818/1832) var en av föregångarna inom genren, med kvinnor som läsare och bidragsgivare och en allmän inriktning på litterära ämnen.
Under 1800-talet förändrades den allmänna karaktären hos kvinnotidningarna. Parallellt med industrisamhällets samväxt utvecklades hemmafruidealet, vilket förutsatte ett intresse hos en (gift) kvinna av sådant som berörde hushållet och familjen. Utvecklingen mot mer hemrelaterade ämnen förändrades delvis mot slutet av århundradet, med ett återigen vidgat fokus för inriktningen i tidningarna (parallellt med den ökande betydelsen av den andra vågens feminism)
I Sverige hade damtidningarna (se artikeln om svenska damtidningar) en storhetstid under 1960-talet, och i mitten av decenniet hade de då fyra största titlarna Husmodern, Femina, Damernas Värld och Svensk Damtidning var och en en upplaga på minst 200 000 exemplar. 20 år senare hade deras sammanlagda upplagor i princip halverats.
Bland de viktigare dam/kvinnotidningarna med internationell spridning från senare år finns Elle (grundad 1945 i Frankrike) samt amerikanska Vogue (från 1892), Cosmopolitan (1886–) och Ms. (grundad 1972).

## Inriktning
Utöver tidningar som tydligt vänder sig till kvinnor finns en mängd tidningar och tidskrifter med en huvudsakligen kvinnlig läsekrets. Detta kan inkludera tidningar om mat, heminredning, familjetidningar och tidningar runt vissa andra fritidsrelaterade ämnen.
En del av pressen inriktad mot kvinnliga läsare utgår från stereotyper kring kvinnliga intressen, inklusive kring skönhet, hudvård, mode, matlagning, kändisar (se skvallertidning) och astrologi. Dessa stereotyper, liksom damtidningar som fenomen generellt, kritiseras ibland för att främja en konservativ kultur med maktojämlikhet i samhället mellan kvinnor och män. I en svensk undersökning 2004 (av Femina och Amelia) upptäcktes att tidningarna presenterar två delvis motsägelsefulla bilder av kvinnan och kvinnor – dels av kvinnan som en stark varelse, dels med höga förväntningar på kvinnors beteende som hos läsaren kan förstärka ett dåligt självförtroende.